# Tytus Tacjusz
Tytus Tacjusz (łac. Titus Tatius) – według rzymskiej legendy król sabińskiego miasta Cures, który po porwaniu Sabinek stanął na czele wojsk sabińskich walczących z Rzymem.
Kiedy na prośbę porwanych kobiet zawarto pokój, został on przypieczętowany podziałem władzy w mieście pomiędzy Romulusa i Tytusa Tacjusza, od czego wywodzono później dwuwładzę konsulów. Tytus sprowadził do Rzymu Sabinów, których od nazwy ojczystego miasta nazwano później Kwirytami. Przypisuje mu się wprowadzenie w Rzymie kultu sabińskich bóstw, m.in. Flory.
Tytus miał rządzić wspólnie z Romulusem pięć lat i zginąć podczas zamieszek wywołanych obrażeniem przez jego krewnych posłów z Laurentum.